# Poesiomat (Mariánské Lázně)
Poesiomat v Mariánských Lázních v okrese Cheb stojí na Goethově náměstí před vchodem do městského muzea.

## Historie
Poesiomat byl slavnostně odhalen jako druhý v České republice 3. října 2015 na Mariánskolázeňské kolonádě na začátku druhého ročníku literárního festivalu Goethův podzim. Na zimu byl přemístěn do městského muzea a na jaře se vrátil na veřejné místo ve městě.
Mezi dvěma desítkami básní si lze poslechnout mariánskolázeňskou Elegii, kterou J. W. Goethe napsal při svém odjezdu do Výmaru, dál například básně od Bohuslava Reynka, Václava Hraběte, Vladimíra Holana, Petra Hrušky, Egona Bondyho a dalších.